# Brit Morgan
Pour les articles homonymes, voir Dengler.
Brit Morgan, de son vrai nom Brittany Morgan Dengler, est une actrice américaine née le 24 septembre 1987 à Marlton (New Jersey).

## Filmographie

### Cinéma
- 2012 : Freeloaders (en) : Samantha
- 2016 : Friend Request : Olivia Mathison

### Télévision
- 2007 : Les Experts : Manhattan : Robin Graham
- 2008 : The Middleman : Lacey Thornfield
- 2009 : Cold Case : Affaires classées : Libby Traynor 76
- 2010-2011 : True Blood : Debbie Pelt
- 2011 : Shameless : Lucy Jo Heisner
- 2012 : Desperate Housewives : Lindsey, détective privé de Trip
- 2012 : Mon oncle Charlie : Jill
- 2014 : Mentalist : Marie Flanagan
- 2014 : Esprits criminels : Jane Posner
- 2015 : Supergirl : Leslie Willis/Livewire
- 2016 : New York, unité spéciale : Jenna Miller (saison 18, épisode 4)
- 2016 : Rizzoli & Isles : Kelly Wagner
- 2017 : Riverdale : Penny Peabody